# دهستان هالیست
دهستان هالیست (به لاتین: Halliste Parish) یک دهستان در استونی است که در شهرستان ویلیاندی واقع شده‌است.

## خصوصیات
دهستان هالیست ۲۶۷٫۰۹ کیلومترمربع مساحت و ۱٬۸۰۸ نفر جمعیت دارد.

## نگارخانه

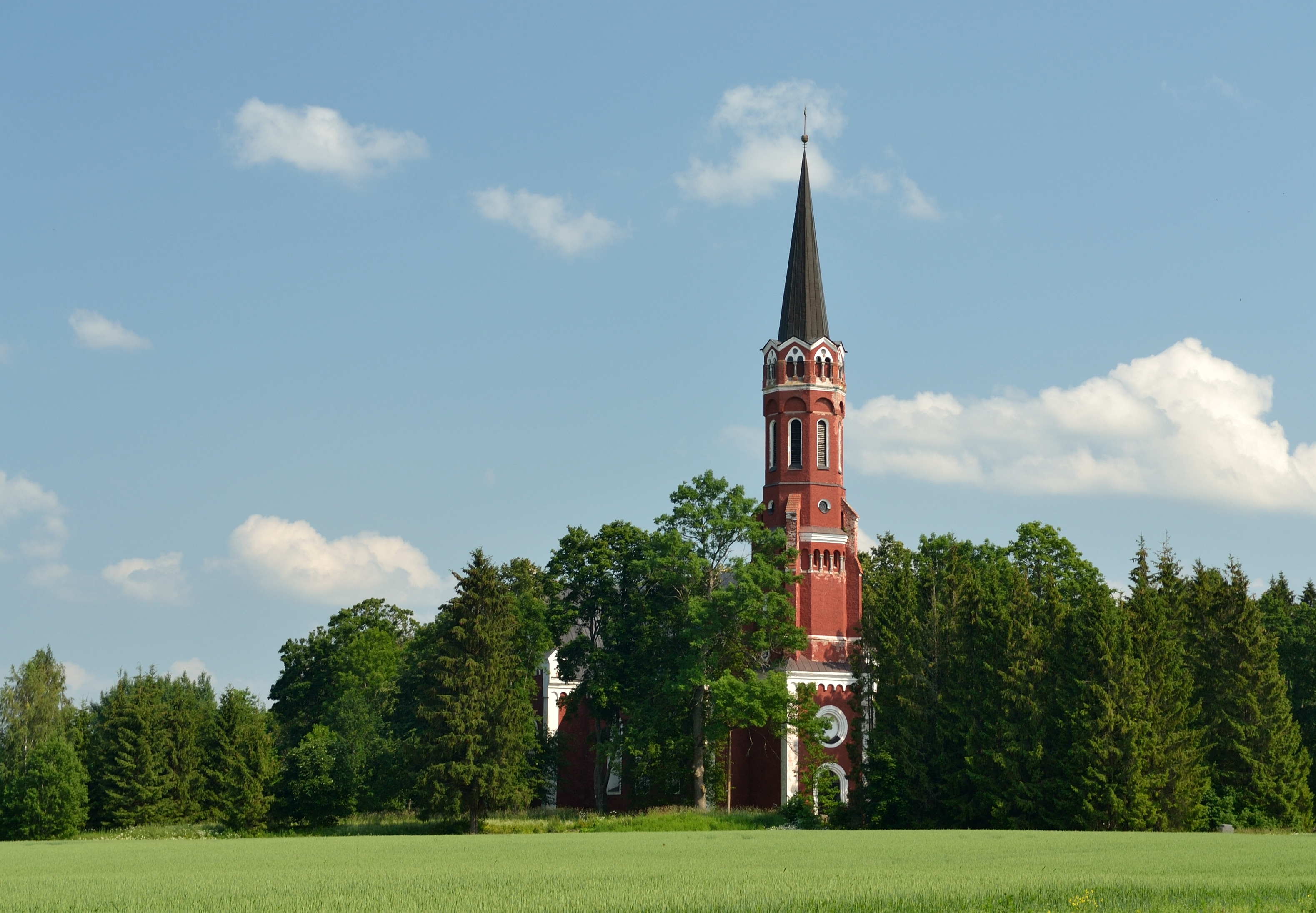
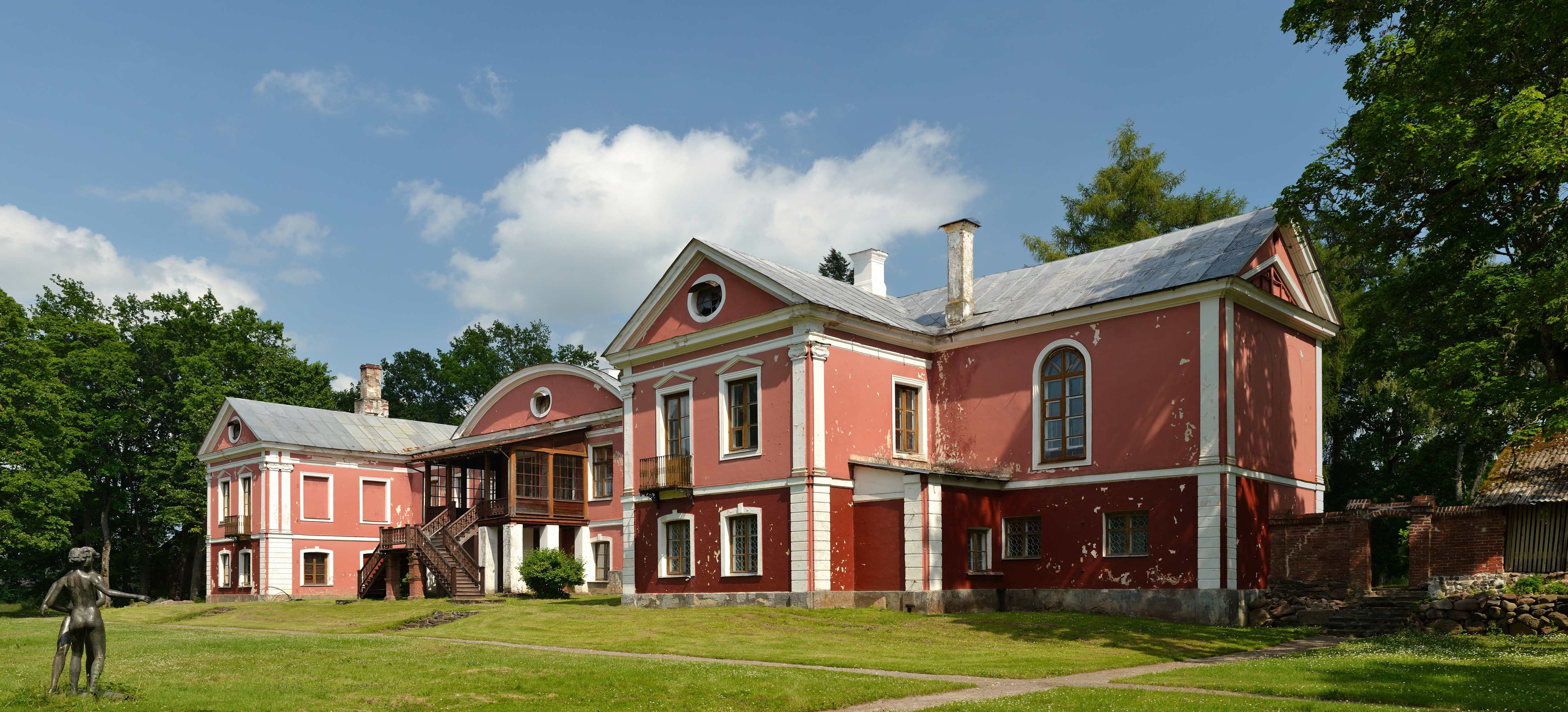
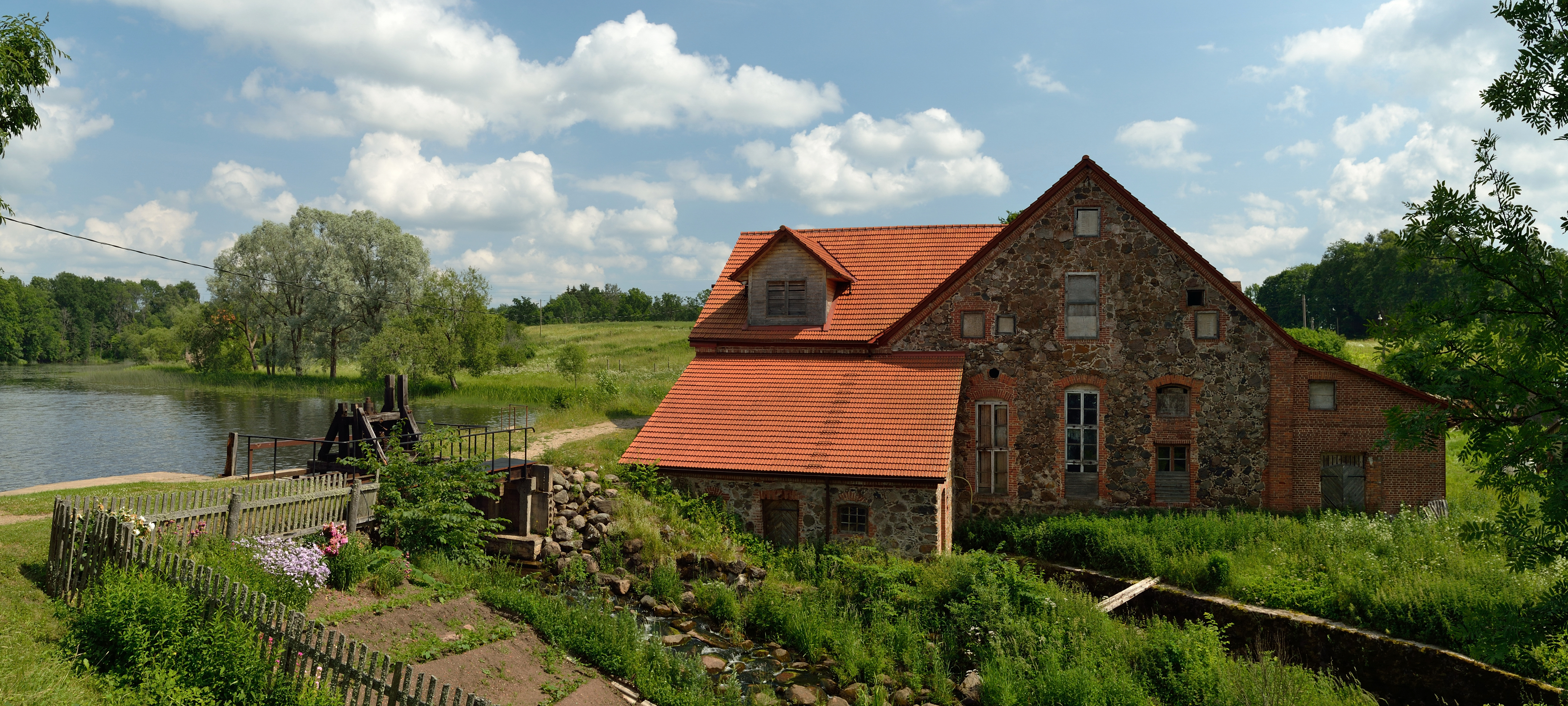
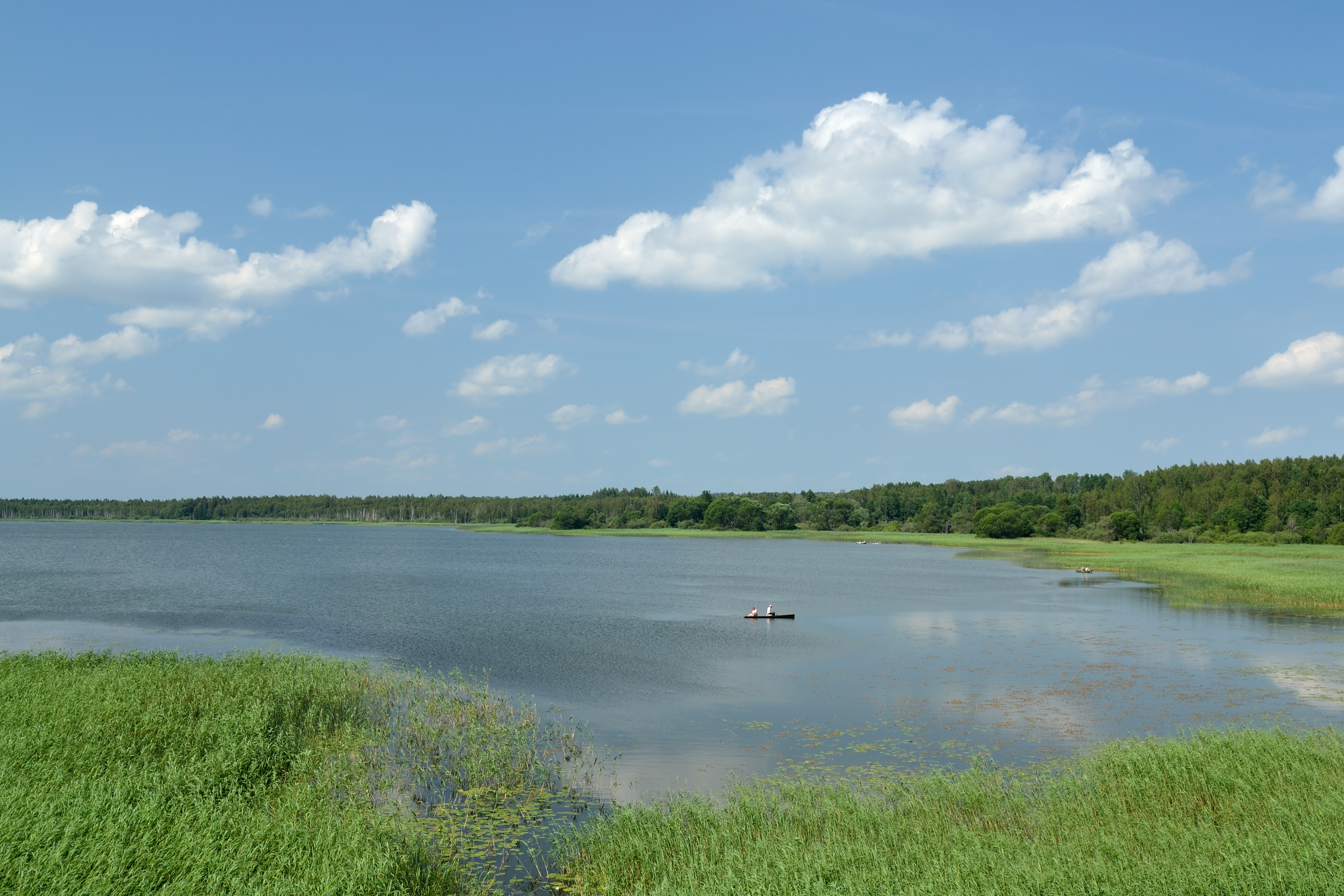
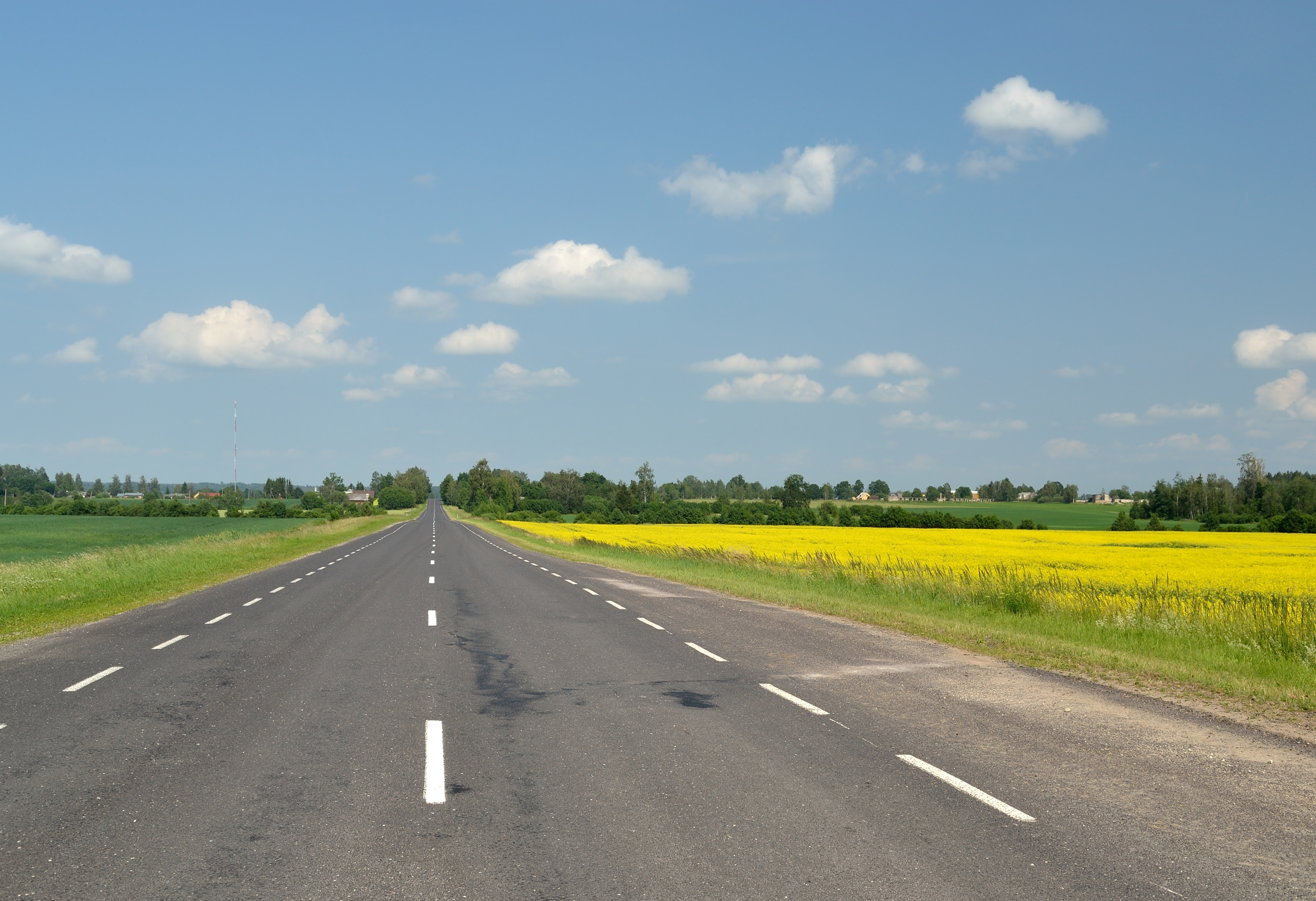